# 肥蛙
肥蛙，是一位香港女性YouTube 創作者和插畫家。她的YouTube頻道「mandies kwok肥蛙」，主要分享日常生活、各種產品介紹等。其YouTube頻道達到30萬訂閱。

## YouTube生涯
肥蛙從小喜歡繪畫，在2012年開始繪畫青蛙公仔，在Facebook起家，其後建立YouTube頻道，不到兩年時間頻道突破10萬個訂閱。

## 家庭
肥蛙有一個妹妹，名叫Candies。網友稱其蛙妹，也是一名Youtuber。

## 外部連結
- Youtube上的mandies kwok 肥蛙頻道 （页面存档备份，存于）
- 肥蛙的Instagram帳戶
- 肥蛙的Facebook專頁